# Nina Lübbren
Nina Lübbren, Lady Clark (* ca. 1962) ist eine deutsche Kunsthistorikerin und Filmwissenschaftlerin.
Nina Lübbren absolvierte von 1968 bis 1974 die Deutsche Schule Jakarta und anschließend die Bellevue Hills Public School in Sydney und die Sydney Girls’ High School. In Hamburg holte sie von April 1981 bis März 1982 die Hochschulzugangsberechtigung für deutsche Staatsangehörige mit ausländischem Reifezeugnis nach. Sie studierte an der Universität Heidelberg (1982–1985), der FU Berlin (1985–1990), Berkeley (1990–1991) und Leeds (1991–1997). Ihre Magisterarbeit an der FU Berlin befasste sich mit Ottilie Reylaender. Sie wurde in Leeds promoviert mit einer Arbeit über ländliche Künstlerkolonien in Europa in der Zeit von 1870 bis 1910. Nach dem Abschluss lehrte sie in Leeds (1992–1994), der Open University (1992–1994) und am Birkbeck College in London (1994–1995). Seit September 1995 ist sie an der Anglia Ruskin University in Cambridge in verschiedenen Positionen tätig. Von 1995 bis 2008 lehrte sie dort als Senior Lecturer an der Cambridge School of Art, von 2008 bis 2010 als Senior Lecturer in Filmwissenschaften und Studiengangsleiterin, von 2010 bis 2018 als Principal Lecturer und war stellvertretende Leiterin der Abteilung für Englisch und Medien, seit September 2018 ist sie Principal Lecturer an der Cambridge School of Creative Industries.
Ihre Forschungsschwerpunkte sind expressionistische Skulptur, insbesondere von Bildhauerinnen, die visuelle Erzählung in der Malerei des 19. Jahrhunderts, die Landschaft des 19. Jahrhunderts, die akademische Malerei des 19. Jahrhunderts, ländliche Künstlerkolonien, Ottilie Reylaender, Gela Forster, Kunst des 19. Jahrhunderts, Bollywood-Kino und die deutsche Kunst von 1850 bis 1950. Mit ihrer Dissertation betrat sie wissenschaftliches Neuland. Erstmals wurde darin nach grenzüberschreitenden, soziologischen Aspekten der Künstlerkolonie-Bewegung geforscht. Sie ist Mitglied in der Association of Art Historians, der German Studies Association und der International Society for the Study of Narrative.
Sie ist mit dem australischen Historiker Christopher Clark verheiratet. Das Paar hat zwei Söhne.

## Schriften
Monographien
- Rural Artists' Colonies in Europe, 1870–1910. Manchester University Press, Manchester 2001, ISBN 0-7190-5866-X.
- mit Katherine M. Bourguignon, Kathleen Pyne, Margaret Werth: Impressionist Giverny – A Colony of Artists, 1885–1915. University of Chicago Press, Giverny 2007, ISBN 0-932171-52-4.

Herausgeberschaften
- mit David Crouch: Visual Culture and Tourism. Berg, London 2003, ISBN 1-85973-583-5.
- mit Peter D. Cooke: Painting and Narrative in France. From Poussin to Gauguin. Routledge, London / New York 2016, ISBN 978-1-4724-4010-5.